# Štrcaljci
Štrcaljci (Sipuncula) su koljeno bentosnih morskih nekolutićavih crvolikih životinja. Nisu segmentirani. Vitki prednji dio tijela koji podsjeća na surlu mogu uvući u stražnji dio. Na završetku prednjeg dijela imaju vijenac s pipala kojima hvataju hranu, detritus i malene organizme.
Veličina im je različita od vrste do vrste, i kreće se od 0,2 do 70 cm
Srodnički odnosi s drugim životinjama je do nedugo bio sasvim nejasan. Sve do duboko u 1960te dovodilo ih se u vezu s bodljikašima (Echinodermata), a pored toga i s mekušcima (Mollusca). Drugi smjer znanstvenika je smatrao, da su srodni s kolutićavcima (Annelida), pri čemu se pretpostavljalo da su možda njihovi predci ili da je činjenica da nisu kolutićavi, rezultat sekundarnog gubitka te osobine tijekom kasnijeg razvoja.
Ova druga interpretacija je snažno podržana novijim molekularnobiološkim istraživanjima. Prema njima, štrcaljci su jedna od skupina mnogočetinašima (Polychaeta), kod kojih je i inače već poznat niz slučajeva sekundarnog gubitka kolutićavosti.
Kako trenutno znanstvena zajednica nije još općenito prihvatila niz promjena u sistematzaciji beskralješnjaka na koje ukazuju noviji rezultati mikrobioloških istraživanja, za sada i štrcaljci ostaju zasebno koljeno.

## Sistematika
- Razred Sipunculidea
  - Red Sipunculiformes
    - Porodica Sipunculidae

  - Red Golfingiiformes
    - Porodica Golfingiidae
    - Porodica Phascolionidae
    - Porodica Themistidae
- Razred Phascolosomatidea
  - Red Phascolosomatiformes
    - Porodica Phascolosomatidae

  - Red Aspidosiphoniformes
    - Porodica Aspidosiphonidae

## Drugi projekti
|  | Wikivrste imaju podatke o taksonu Štrcaljcima |